# Halki
Halki er en meget lille græsk ø beliggende mellem vestsiden af Rhodos og Tilos i Dodekaneserne.
Det er en af de mindste øer i Dodekaneserne. Landskabet er bjergrigt. Øen har ingen lufthavn.
Hovedbyen hedder Nimborio, hvor man kan sejle til og fra øen.